# Olivier Panis

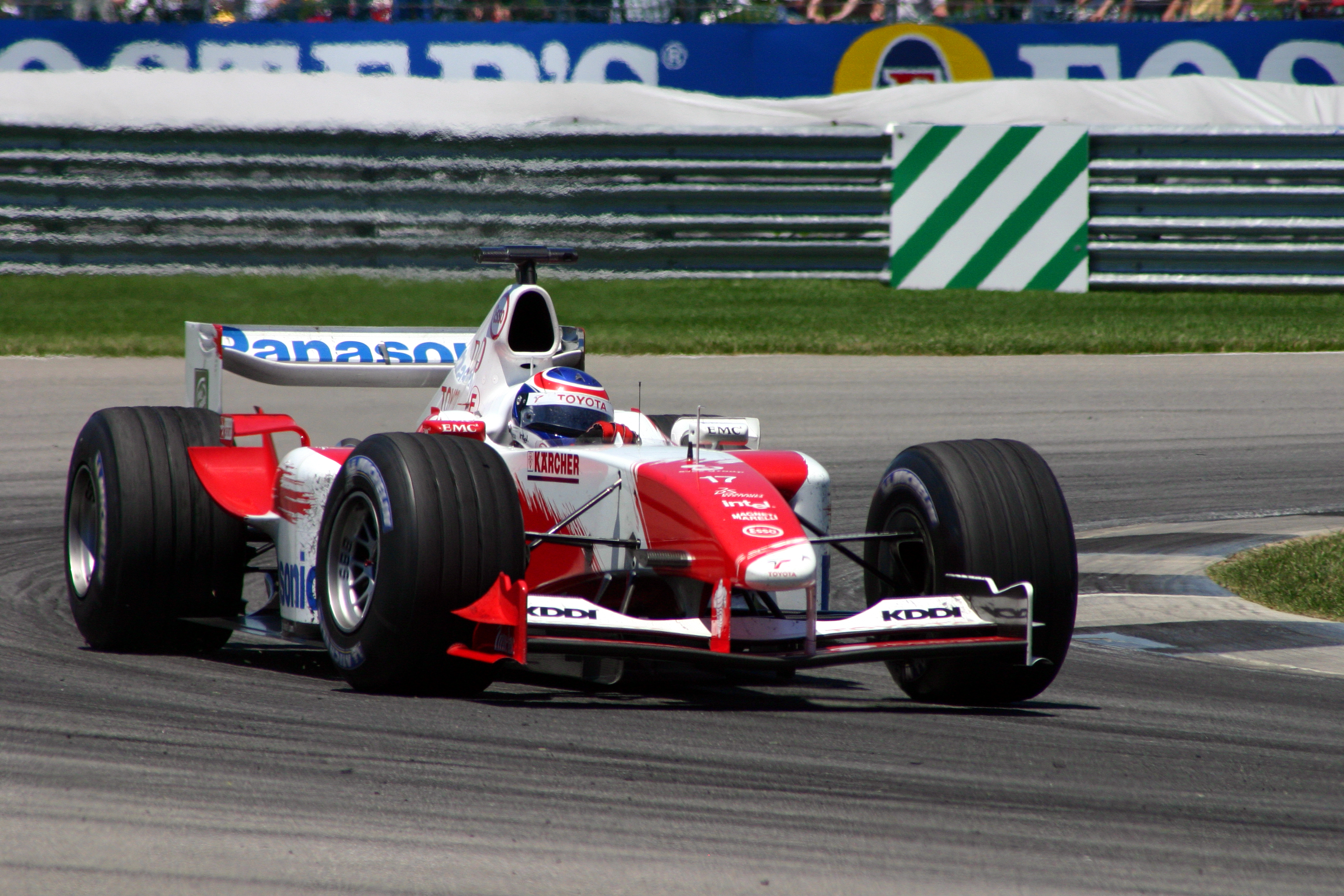
Panis w trakcie piątkowych treningów przed Grand Prix Stanów Zjednoczonych 2005

Olivier Denis Panis (ur. 2 września 1966 w Lyonie) – francuski kierowca Formuły 1.
Swoją karierę rozpoczynał jak większość kierowców Formuły 1 od wyścigów na torze kartingowym w latach 1981–1987. Pierwszym osiągnięciem było wygranie w 1987 roku prestiżowych zawodów Volant Elf Winfield Driving School na torze Paul Ricard. Sukces ten przyczynił się do awansu do francuskiej edycji Formuły Renault, w której już rok później świętował tytuł mistrza. Kolejnym etapem w jego karierze były występy we Francuskiej Formule 3. W 1990 roku w tych zawodach zajął czwartą pozycję, a w następnym roku był już na drugiej pozycji z dorobkiem największej ilości zwycięstw. Kolejny awans w drabince kariery to w roku 1992 Formuła 3000 i zespół Apomatox. Słabe występy w tym roku miały jeden blask – zajęcie drugiego miejsca na rodzinnym torze Magny-Cours. Rok 1993 przyniósł 3 zwycięstwa w zawodach w barwach zespołu DAMS i zwycięstwo w klasyfikacji generalnej. Ukoronowaniem jego awansów było dostanie się w 1994 roku do Formuły 1 i występy w zespole Ligier-Renault. Pierwszy sezon występów zakończył na 11 pozycji z dorobkiem 9 punktów, z największym sukcesem – drugie miejsce w Grand Prix Niemiec. W kolejnych sezonach zajmował podobne miejsca:
1995: Ligier-Mugen Honda, 16 punktów, 8 miejsce

1996: Ligier-Mugen Honda, 13 punktów, 9 miejsce; zajęcie pierwszego miejsca w GP Monako

1997: Prost-Mugen Honda, 16 punktów, 9 miejsce; podczas GP Kanady uległ poważnemu wypadkowi, podczas którego doznał złamania obu nóg.
W kolejnych dwóch sezonach 1998 i 1999 słabe silniki Peugeotów spowodowały, że Panis zdobył zaledwie 2 punkty i był sklasyfikowany na 18 i 15 miejscu. Słabe wyniki kierowcy spowodowały, że został zwolniony ze stajni Prost-Peugeot.
W 2000 roku Ron Dennis zatrudnił Panisa jako kierowcę testowego w zespole West McLaren Mercedes. W kolejnym sezonie otrzymał ponownie szansę jazdy w F1, tym razem w zespole British American Racing. Sezon ten zakończył na 14 miejscu z dorobkiem 5 punktów. Słabe jednostki napędowe Hondy w kolejnym roku również nie przyczyniły się do lepszych wyników Panisa – 14 miejsce, 3 punkty.
W sezonie 2003 przeniósł się do zespołu (Panasonic Toyota Racing). Z powodu częstych awarii bolidu zajął dopiero 15 miejsce z dorobkiem 6 punktów. Identyczny dorobek punktowy zanotował w sezonie 2004, tym razem został jednak sklasyfikowany na czternastej pozycji. Był w tym czasie najstarszym kierowcą w stawce – miał 37 lat.
We wrześniu 2006, po dwóch latach w Formule 1 jako kierowca testowy Toyoty, ogłosił zakończenie kariery.

## Starty w Formule 1

### Wyniki
| Rok  | Zespół                    | Samochód     | Silnik                        | Wyniki w poszczególnych eliminacjach | Wyniki w poszczególnych eliminacjach | Wyniki w poszczególnych eliminacjach | Wyniki w poszczególnych eliminacjach | Wyniki w poszczególnych eliminacjach | Wyniki w poszczególnych eliminacjach | Wyniki w poszczególnych eliminacjach | Wyniki w poszczególnych eliminacjach | Wyniki w poszczególnych eliminacjach | Wyniki w poszczególnych eliminacjach | Wyniki w poszczególnych eliminacjach | Wyniki w poszczególnych eliminacjach | Wyniki w poszczególnych eliminacjach | Wyniki w poszczególnych eliminacjach | Wyniki w poszczególnych eliminacjach | Wyniki w poszczególnych eliminacjach | Wyniki w poszczególnych eliminacjach | Wyniki w poszczególnych eliminacjach | Pkt. | Msc. |
| ---- | ------------------------- | ------------ | ----------------------------- | ------------------------------------ | ------------------------------------ | ------------------------------------ | ------------------------------------ | ------------------------------------ | ------------------------------------ | ------------------------------------ | ------------------------------------ | ------------------------------------ | ------------------------------------ | ------------------------------------ | ------------------------------------ | ------------------------------------ | ------------------------------------ | ------------------------------------ | ------------------------------------ | ------------------------------------ | ------------------------------------ | ---- | ---- |
| 1994 |                           |              |                               | Brazylia                             |                                      | San Marino                           | Monako                               | Hiszpania                            | Kanada                               | Francja                              | Wielka Brytania                      | Niemcy                               | Węgry                                | Belgia                               | Włochy                               | Portugalia                           | Unia Europejska                      | Japonia                              | Australia                            |                                      |                                      | 11   | 9    |
| 1994 | Ligier Gitanes Blondes    | Ligier JS39B | Renault RS6 3.5 V10           | 11                                   | 9                                    | 11                                   | 9                                    | 7                                    | 12                                   | NU                                   | 12                                   | 2                                    | 6                                    | 7                                    | 10                                   | DK                                   | 9                                    | 11                                   | 5                                    |                                      |                                      | 11   | 9    |
| 1995 |                           |              |                               | Brazylia                             | Argentyna                            | San Marino                           | Hiszpania                            | Monako                               | Kanada                               | Francja                              | Wielka Brytania                      | Niemcy                               | Węgry                                | Belgia                               | Włochy                               | Portugalia                           | Unia Europejska                      |                                      | Japonia                              | Australia                            |                                      | 16   | 8    |
| 1995 | Ligier Gitanes Blondes    | Ligier JS41  | Mugen-Honda 301 3.0 V10       | NU                                   | 7                                    | 9                                    | 6                                    | NU                                   | 4                                    | 8                                    | 4                                    | NU                                   | 6                                    | 9                                    | NU                                   | NU                                   | NU                                   | 8                                    | 5                                    | 2                                    |                                      | 16   | 8    |
| 1996 |                           |              |                               | Australia                            | Brazylia                             | Argentyna                            | Unia Europejska                      | San Marino                           | Monako                               | Hiszpania                            | Kanada                               | Francja                              | Wielka Brytania                      | Niemcy                               | Węgry                                | Belgia                               | Włochy                               | Portugalia                           | Japonia                              |                                      |                                      | 13   | 9    |
| 1996 | Ligier Gauloises Blondes  | Ligier JS43  | Mugen-Honda MF-301 HA 3.0 V10 | 7                                    | 6                                    | 8                                    | NU                                   | NU                                   | 1                                    | NU                                   | NU                                   | 7                                    | NU                                   | 7                                    | 5                                    | NU                                   | NU                                   | 10                                   | 7                                    |                                      |                                      | 13   | 9    |
| 1997 |                           |              |                               | Australia                            | Brazylia                             | Argentyna                            | San Marino                           | Monako                               | Hiszpania                            | Kanada                               | Francja                              | Wielka Brytania                      | Niemcy                               | Węgry                                | Belgia                               | Włochy                               | Austria                              | Luksemburg                           | Japonia                              | Unia Europejska                      |                                      | 16   | 9    |
| 1997 | Prost Galouises Blondes   | Prost JS45   | Mugen-Honda MF-301HB 3.0 V10  | 5                                    | 3                                    | NU                                   | 8                                    | 4                                    | 2                                    | 11                                   | –                                    | –                                    | –                                    | –                                    | –                                    | –                                    | –                                    | 6                                    | NU                                   | 7                                    |                                      | 16   | 9    |
| 1998 |                           |              |                               | Australia                            | Brazylia                             | Argentyna                            | San Marino                           | Hiszpania                            | Monako                               | Kanada                               | Francja                              | Wielka Brytania                      | Niemcy                               | Węgry                                | Belgia                               | Włochy                               | Austria                              | Luksemburg                           | Japonia                              |                                      |                                      | 0    | 22   |
| 1998 | Prost Gauloises Blondes   | Prost AP01   | Peugeot A16 V10               | 9                                    | NU                                   | 15                                   | 11                                   | 16                                   | NU                                   | NU                                   | 11                                   | NU                                   | NU                                   | 15                                   | 12                                   | NU                                   | NU                                   | 12                                   | 11                                   |                                      |                                      | 0    | 22   |
| 1999 |                           |              |                               | Australia                            | Brazylia                             | San Marino                           | Monako                               | Hiszpania                            | Kanada                               | Francja                              | Wielka Brytania                      | Austria                              | Niemcy                               | Węgry                                | Belgia                               | Włochy                               | Unia Europejska                      | Stany Zjednoczone                    | Japonia                              |                                      |                                      | 2    | 16   |
| 1999 | Gauloises Prost           | Prost AP02   | Peugeot A18 3.0 V10           | NU                                   | 6                                    | NU                                   | NU                                   | NU                                   | 9                                    | 8                                    | 13                                   | 10                                   | 6                                    | 10                                   | 13                                   | 11                                   | 9                                    | NU                                   | NU                                   |                                      |                                      | 2    | 16   |
| 2001 |                           |              |                               | Australia                            | Malezja                              | Brazylia                             | San Marino                           | Hiszpania                            | Austria                              | Monako                               | Kanada                               | Unia Europejska                      | Francja                              | Wielka Brytania                      | Niemcy                               | Węgry                                | Belgia                               | Włochy                               | Stany Zjednoczone                    | Japonia                              |                                      | 5    | 14   |
| 2001 | Lukcy Strike B.A.R. Honda | BAR 003      | Honda RA001E V10              | 7                                    | NU                                   | 4                                    | 8                                    | 7                                    | 5                                    | NU                                   | NU                                   | NU                                   | 9                                    | NU                                   | 7                                    | NU                                   | 11                                   | 9                                    | 11                                   | 13                                   |                                      | 5    | 14   |
| 2002 |                           |              |                               | Australia                            | Malezja                              | Brazylia                             | San Marino                           | Hiszpania                            | Austria                              | Monako                               | Kanada                               | Unia Europejska                      | Wielka Brytania                      | Francja                              | Niemcy                               | Węgry                                | Belgia                               | Włochy                               | Stany Zjednoczone                    | Japonia                              |                                      | 3    | 14   |
| 2002 | Lukcy Strike B.A.R. Honda | BAR 004      | Honda RA002E V10              | NU                                   | NU                                   | NU                                   | NU                                   | NU                                   | NU                                   | NU                                   | 8                                    | 9                                    | 5                                    | NU                                   | NU                                   | 12                                   | 12                                   | 6                                    | 12                                   | NU                                   |                                      | 3    | 14   |
| 2003 |                           |              |                               | Australia                            | Malezja                              | Brazylia                             | San Marino                           | Hiszpania                            | Austria                              | Monako                               | Kanada                               | Unia Europejska                      | Wielka Brytania                      | Francja                              | Niemcy                               | Węgry                                | Belgia                               | Włochy                               | Stany Zjednoczone                    |                                      |                                      | 6    | 15   |
| 2003 | Panasonic Toyota Racing   | Toyota TF103 | Toyota RVX-03 3.0 V10         | NU                                   | NU                                   | NU                                   | 9                                    | NU                                   | NU                                   | 13                                   | 8                                    | NU                                   | 8                                    | 11                                   | 5                                    | NU                                   | NU                                   | NU                                   | 10                                   |                                      |                                      | 6    | 15   |
| 2004 |                           |              |                               | Australia                            | Malezja                              | Bahrajn                              | San Marino                           | Hiszpania                            | Monako                               | Unia Europejska                      | Kanada                               | Stany Zjednoczone                    | Francja                              | Wielka Brytania                      | Niemcy                               | Węgry                                | Belgia                               | Włochy                               |                                      | Japonia                              | Brazylia                             | 6    | 14   |
| 2004 | Panasonic Toyota Racing   | Toyota TF104 | Toyota RVX-04 V10             | 13                                   | 12                                   | 9                                    | 11                                   | NU                                   | 8                                    | 11                                   | DK                                   | 5                                    | 15                                   | NU                                   | 14                                   | 11                                   | 8                                    | NU                                   | 14                                   | 14                                   | –                                    | 6    | 14   |

### Podsumowanie startów
| Ważne wyścigi       | Ważne wyścigi            |
| ------------------- | ------------------------ |
| Debiut              | Grand Prix Brazylii 1994 |
| Pierwsze punkty     | Grand Prix Niemiec 1994  |
| Pierwsze podium     | Grand Prix Niemiec 1994  |
| Pierwsze zwycięstwo | Grand Prix Monako 1996   |
| Ostatni             | Grand Prix Japonii 2004  |
| Najwyższe pozycje   |                          |
| Kwalifikacje        | 3                        |
| Wyścig              | 1                        |